# Acromyrmex aspersus
Acromyrmex aspersus är en myrart som först beskrevs av Smith 1858.  Acromyrmex aspersus ingår i släktet Acromyrmex och familjen myror.

## Underarter
Arten delas in i följande underarter:
- A. a. aspersus
- A. a. fuhrmanni

## Bildgalleri

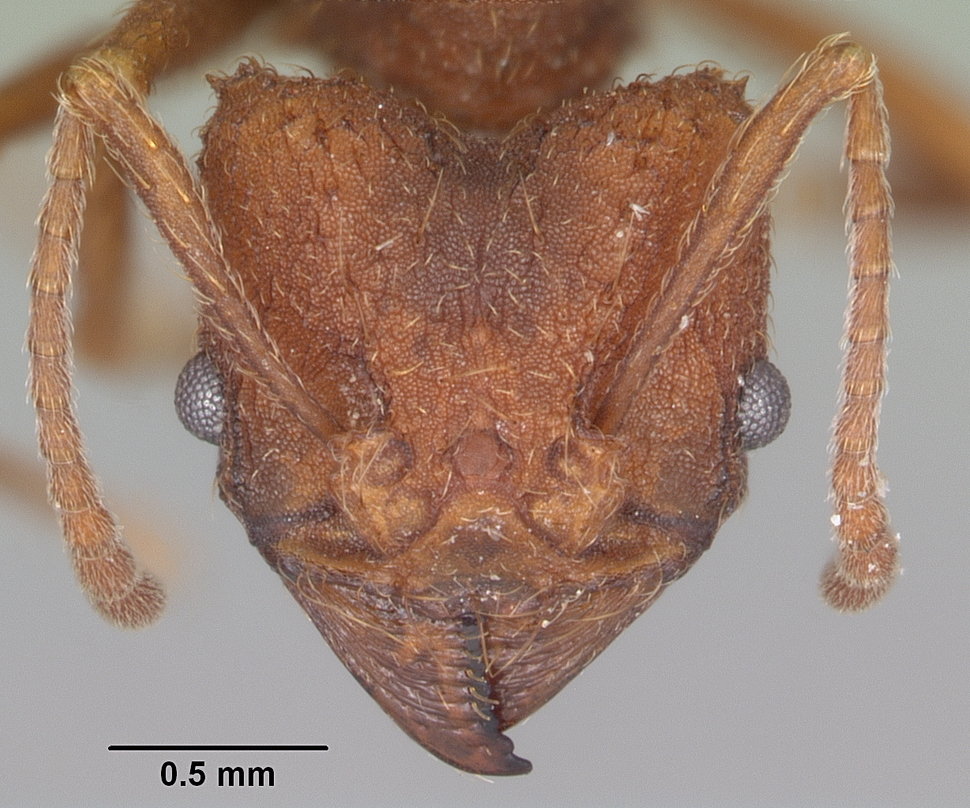